# Индепенденс (Орегон)
Индепенденс (енгл. Independence) град је у америчкој савезној држави Орегон.

## Демографија
По попису из 2010. године број становника је 8.590, што је 2.555 (42,3%) становника више него 2000. године.
| Група             | 2000.         | 2010.         |
| Белци             | 3.931 (65,1%) | 5.104 (59,4%) |
| Афроамериканци    | 25 (0,4%)     | 33 (0,4%)     |
| Азијати           | 35 (0,6%)     | 102 (1,2%)    |
| Хиспаноамериканци | 1.818 (30,1%) | 3.031 (35,3%) |
| Укупно            | 6.035         | 8.590         |